# Kuzbass
A Bacia de Kuznetsk (também chamada Kuzbass, em idioma russo: Кузнецкий бассейн e Кузбасс respectivamente, signica "País dos Ferreiros") é uma bacia fluvial no sudoeste da Sibéria com um dos maiores depósitos de carvão do planeta. Tem uma extensão de, aproximadamente, 70.000 km² e se localiza na Depressão do Kuznetsk entre Tomsk e Novokuznetsk, na bacia do rio Tom. Ao sul, faz fronteira com as Montanhas de Abakan; ao leste, a Crista de Salair; e ao norte, a Cordilheira do Kuznetsk. Possui um dos maiores depósitos de carvão do mundo, distribuídos em uma área de 26.700 km² e a uma profundidade de 1.800 metros. A magnitude dos depósitos estima-se em 725 bilhões de toneladas. A atividade industrial da zona, que inclui maquinaria pesada, construção, indústria química e metalurgia está ligada ao minério de carvão.
O ferro foi descoberto em 1697 e o carvão em 1721, porém sua extração sistemática só começou a partir de 1851, em Gourievsk. Com a industrialização do final do século XIX, a indústria da região cresceu rapidamente com a chegada da ferrovia transiberiana. Durante a Primeiro Plano Quinquenal de Stalin, a zona dos Urais-Kuznetsk foi definida na década de 1930 como um centro para produção de ferro e aço, zinco, alumínio, maquinaria e produtos químicos, de modo a ser embarcado. Durante a URSS, a região chegou a ser o segundo maior produtor de carvão, apenas depois da Bacia Donets.
Os problemas econômicos do colapso da URSS, no final da década de 1980, causaram greves de mineiros em 1989 e 1990 que desestabilizaram o governo reformista de Mikhail Gorbachev. Após a queda da União Soviética e o colapso de sua economia planificada, o Kuzbass teve uma crise severa. No entanto, sua importância relativa tem crescido, chegando, em 2006, a 30% da produção russa de carvão e a ser o principal foco industrial e energético da Rússia oriental.
Administrativamente, a Bacia de Kuznetsk se encontra no Oblast de Kemerovo, com capital em Kemerovo. Há outras cidades relevantes na zona: Anjero-Sudjensk, Leninsk-Kuznetsky, Kiseliovsk e Prokopevsk.